# Герб Іршави
Герб Ірша́ви — офіційний герб міста Іршава Закарпатської області. Затверджений  5 березня 2024 року міською радою, постанова № 3074. Автори — Уляна та  Андрій Гречило.

## Опис
Щит розтятий; у синьому правому полі – дві золоті риби, одна над одною; у срібному лівому полі – два зелені дерева, листяне і хвойне; у червоній главі – срібний міст. 

## Символіка
Дві золоті риби вказують на рибальство як один із місцевих промислів у давнину, оскільки на сільській печатці Іршави з ХІХ ст. є зображення чоловіка з рибинами; також дві риби є у гербі Березького комітату (жупи), до складу якого належала Іршава. Срібне поле і два зелені дерева символізують розташування міста серед гір та підкреслюють природні багатства, перебування на межі хвойних і листяних лісів. Крім того, дві риби та два дерева є у гербі родини Ілошваїв — власників поселення. Срібний міст означає місцеву архітектурну пам'ятку — міст через річку Іршавку. Червоне поле ілюструє одну з легенд про походження назви річки і поселення від іржавого забарвлення води у річці.

## Історія
Попередній герб міста, основою якого є родовий герб Ілошваїв, вживався міською радою від 2001 року. Так виглядає, що рішення про його затвердження міська рада не приймала. Ті самі елементи (рибалка з рибинами біля дерева) були використані у старій печатці Іршави, яка відома ще з середини ХІХ століття.
Герб являє собою французький щит, розділений на чотири частини. В першому полі на червоному полі зображена золота корона. В другому — на синьому полі срібна рука в латах, зігнута в лікті, яка тримає срібну зігнуту шаблю, що направлена вістрям вверх. В третьому — на синьому полі дві срібні рибини, розташовані одна над одною. В четвертому полі — на червоному полі два листяних дерева з коричневими стовбурами та зеленими кронами.

### Кований герб
До святкування 675-тої річниці із часу першої писемної згадки про місто Іршава місцеві ковалі викували герб міста  . Це — найбільший кований герб в Україні, адже його висота сягає понад 3 м. Герб має надпис «Іршава» і вночі він не зникає, а навпаки — стає ще величнішим завдяки освітленню. Знак, що встановили у сквері біля «Фонтану єднання» на центральній площі до Дня міста, освятили священнослужителі. Ініціатива виготовлення герба належить двом іршавчанам, власникам ковальні «БК» — у такий спосіб ковалі Олександр Кормош та Павло Брич вирішили відзначити 10-річчя своєї роботи. 

Ескізну пропозицію розробив Віталій Остафійчук. Композиція складається з двох підсвічених із середини колон, які поєднує між собою надпис «Іршава». Висота цієї арки сягає близько 3,5 м, ширина – 2,5 м. Всередині з чотирьох сторін прикріплений головний елемент композиції — герб висотою 1,9 м, завширшки 2 м.